# هاغي ماك
هاغي ماك (بالإنجليزية: Hughie Mack)‏ هو ممثل أمريكي، ولد في 26 نوفمبر 1884 في بروكلين في الولايات المتحدة، وتوفي في 13 أكتوبر 1927 في سانتا مونيكا في الولايات المتحدة.

## أعمال

### أفلام
- (1924) الطمع

## وصلات خارجية
- هاغي ماك على موقع IMDb (الإنجليزية)
- هاغي ماك على موقع ألو سيني (الفرنسية)
- هاغي ماك على موقع أول موفي (الإنجليزية)
- هاغي ماك على موقع قاعدة بيانات برودواي على الإنترنت (الإنجليزية)
- هاغي ماك على موقع قاعدة بيانات الأفلام السويدية (السويدية)
- هاغي ماك على موقع قاعدة بيانات الفيلم (الإنجليزية)
- هاغي ماك على موقع كينوبويسك (الروسية)